# Tjekkiet ved sommer-OL 2016
Tjekkiet deltog ved Sommer-OL 2016 i Rio de Janeiro som blev arrangeret i perioden 5. august til 21. august 2016.

## Medaljer
| 2016 Rio de Janeiro | Guld | Sølv | Bronze | Total |
| Tjekkiet            | 1    | 2    | 7      | 10    |

### Medaljevinderne
| Tjekkiet under sommer-OL 2016 i Rio de Janeiro | Tjekkiet under sommer-OL 2016 i Rio de Janeiro    | Tjekkiet under sommer-OL 2016 i Rio de Janeiro | Tjekkiet under sommer-OL 2016 i Rio de Janeiro | Tjekkiet under sommer-OL 2016 i Rio de Janeiro |
| Medalje                                        | Navn                                              | Sport                                          | Event                                          | Dato                                           |
| ---------------------------------------------- | ------------------------------------------------- | ---------------------------------------------- | ---------------------------------------------- | ---------------------------------------------- |
| Guld                                           | Lukáš Krpálek                                     | Judo                                           | Mændenes 100 kg                                | 11. august                                     |
| Sølv                                           | Josef Dostál                                      | Kano og kajak                                  | Mændenes K-1 1000 m                            | 16. august                                     |
| Sølv                                           | Jaroslav Kulhavý                                  | Cykling                                        | Mændenes cross-country                         | 21. august                                     |
| Bronze                                         | Jiří Prskavec                                     | Kano og kajak                                  | Mændenes K-1                                   | 10. august                                     |
| Bronze                                         | Ondřej Synek                                      | Roning                                         | Mændenes singlesculler                         | 13. august                                     |
| Bronze                                         | Petra Kvitová                                     | Tennis                                         | Damesingle                                     | 13. august                                     |
| Bronze                                         | Lucie Šafářová Barbora Strýcová                   | Tennis                                         | Damedouble                                     | 13. august                                     |
| Bronze                                         | Lucie Hradecká Radek Štěpánek                     | Tennis                                         | Mixdouble                                      | 14. august                                     |
| Bronze                                         | Barbora Špotáková                                 | Atletik                                        | Kvindernes skydkast                            | 18. august                                     |
| Bronze                                         | Josef Dostál Daniel Havel Jan Štěrba Lukáš Trefil | Kano og kajak                                  | Mændenes K-4 1000 m                            | 20. august                                     |

## Svømning

### Resultater
| Dato      | Disciplin | H/D   | Udøver           | Indledende heat | Indledende heat | Semifinale          | Semifinale          | Finale              | Finale              |
| Dato      | Disciplin | H/D   | Udøver           | Tid             | Placering       | Tid                 | Placering           | Tid                 | Placering           |
| --------- | --------- | ----- | ---------------- | --------------- | --------------- | ------------------- | ------------------- | ------------------- | ------------------- |
| 7. august | 100 m ryg | Damer | Simona Baumrtová | 1:01,08         | 17              | ude af konkurrencen | ude af konkurrencen | ude af konkurrencen | ude af konkurrencen |